# N-Оксид N-метилморфолина
N-Оксид N-метилморфолина (более правильно 4-метилморфолин 4-оксид) — органическое соединение, относящееся к классу оксидов аминов. Представляет собой бесцветные кристаллы. Находит применение в органическом синтезе как мягкий окислитель и соокислитель в системах с оксидом осмия(VIII) и перрутенатом тетрапропиламмония. Поставляется в продажу как в виде моногидрата C5H11NO2-H2O, так и в виде безводного соединения. Моногидрат используется в качестве растворителя для целлюлозы в производстве лиоцелла для получения целлюлозных волокон.

## Физические свойства
N-Оксид N-метилморфолина растворяется в воде, ацетоне, спиртах и диэтиловом эфире.

## Применение

### В органическом синтезе
N-Оксид N-метилморфолина используется в органическом синтезе как мягкий соокислитель. Классическим примером служит его применение в качестве такового при окислении алкенов до диолов под действием тетраоксида осмия. Для того, чтобы избежать использования стехиометрических количеств дорогого и токсичного тетраоксида осмия, его количество уменьшают до каталитического, а N-оксид N-метилморфолина выступает как соокислитель, регенерирующий осмий(VIII) в ходе реакции. Данная реакция обладает также высокой стереоселективностью: входящая гидроксильная группа ориентируется в эритро-направлении по отношению к гидроксильной, алкоксильной или метильной группе в аллильном положении субстрата.
N-Оксид N-метилморфолина может использоваться в паре и с другими каталитическими окислителями. Мягкое окисление в присутствии других функциональных групп позволяет проводить комбинация NMO с перрутенатом тетрапропиламмония.
Реагент также используется в качестве самостоятельного окислителя. Так, активированные галогениды могут быть окислены N-оксидом N-метилморфолина до альдегидов. Кроме того, N-оксид N-метилморфолина применяется как окислитель в синтезе пептидов.

### Растворитель целлюлозы
Моногидрат NMMO используется в качестве растворителя в процессе производства лиоцелла для получения лиоцеллового волокна. Он растворяет целлюлозу, образуя раствор, называемый допингом, и целлюлоза рециркулирует на водяной бане для получения волокна. Этот процесс похож, но не аналогичен процессу вискозы. В вискозном процессе целлюлоза становится растворимой путем преобразования в ксантатные производные. При использовании NMMO целлюлоза не модифицируется, а растворяется, образуя однородный раствор полимера. Полученное волокно похоже на вискозу; это же наблюдалось, например, для микрофибрилл целлюлозы Valonia. Разбавление водой приводит к повторному осаждению целлюлозы, т.е. растворение целлюлозы в NMMO является водочувствительным процессом.
Целлюлоза остается нерастворимой в большинстве растворителей, потому что она имеет сильную и высокоструктурированную сеть межмолекулярных водородных связей, которая противостоит обычным растворителям. NMMO разрушает сеть водородных связей, благодаря которой целлюлоза остается нерастворимой в воде и других растворителях. Аналогичная растворимость была получена в некоторых растворителях, в частности в смеси хлорида лития в диметилацетамиде и некоторых гидрофильных ионных жидкостях.

### Растворение склеропротеинов
Еще одно применение NMMO - растворение склеропротеинов (фибриллярные белки содержатся в тканях животных). Оно происходит в кристаллических областях, наиболее однородных и содержащих остатки глицина и аланина с небольшим количеством других остатков. То, как NMMO растворяет эти белки, мало изучено. Однако другие исследования проводились в аналогичных амидных системах (например, гексапептид). Под действием NMMO водородные связи амидов могут быть разорваны.

### Окислитель

Окисление алкена с помощью тетроксида осмия (0,06 экв.) и NMO (1,2 экв.) в ацетоне/воде 5:1 при комнатной температуре в течение 12 часов.

NMO как N-оксид является окислителем в дигидроксилировании по методу Апджона. Его обычно используют в стехиометрических количествах в качестве вторичного окислителя (кооксиданта) для регенерации первичного (каталитического) окислителя после того, как последний был восстановлен субстратом. Например, реакции вицинального синтез-дигидроксилирования теоретически требуют стехиометрических количеств токсичного, летучего и дорогого тетроксида осмия, но при постоянной регенерации с помощью NMO необходимое количество может быть снижено до каталитических количеств.

## Хранение и использование
Реагент является гигроскопичным и вызывает раздражение кожи и глаз. Работать с ним следует под тягой и в перчатках. В случае контакта, руки нужно вымыть водой.